# گروه غبور

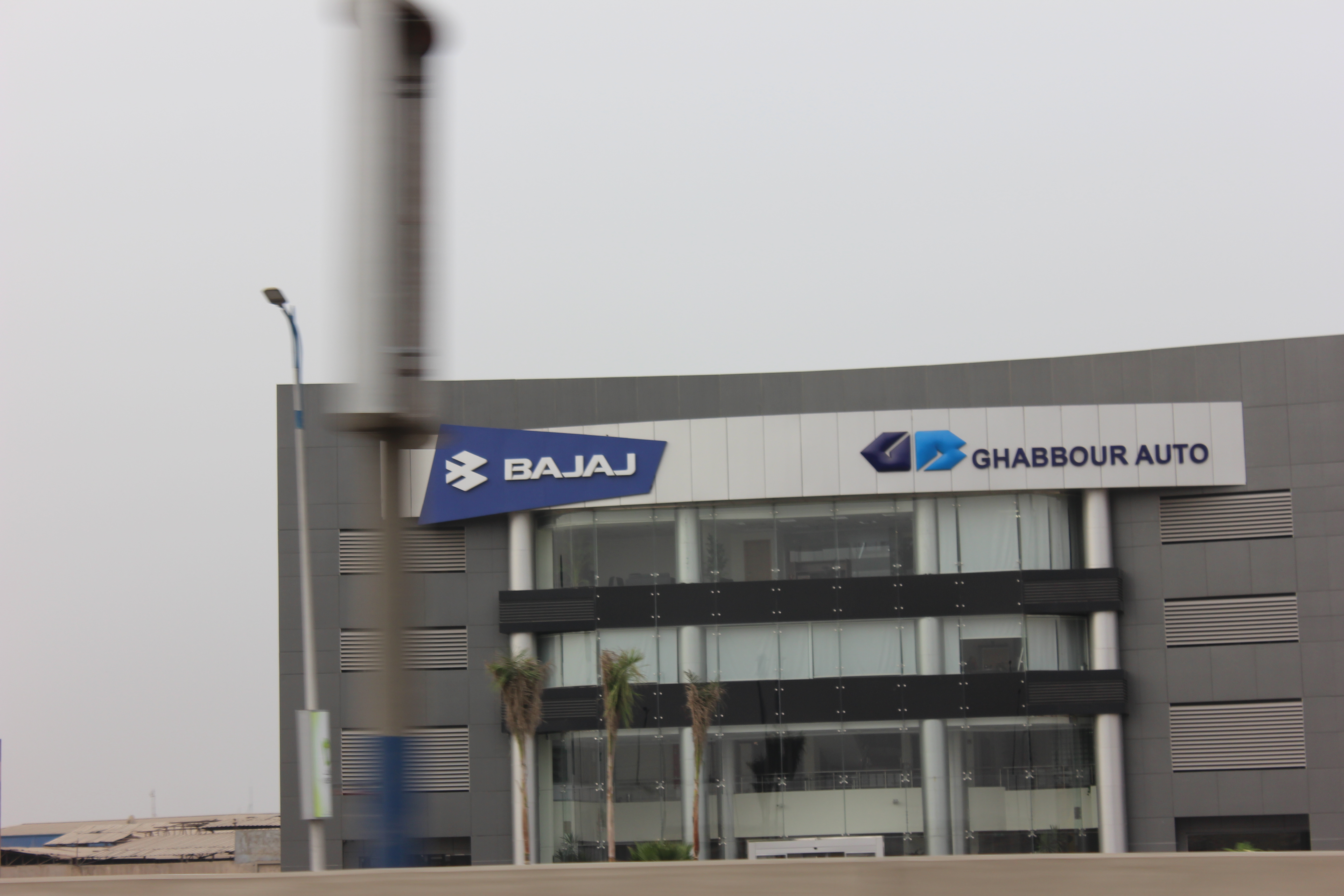
کمپانی غبور

گروه غبور (انگلیسی: Ghabbour Group) شرکت خودروسازی مصری است، که در سال ۱۹۶۰ توسط کمال صادق غبور تأسیس شد. این شرکت هم‌اکنون در زمینه مونتاژ و تولید انواع خودرو (مزدا، میتسوبیشی فوسو و هیوندای موتور)، اتوبوس و کامیون (ساویم، ولوو تراکس و رنو تراکس) و موتورسیکلت (باجاج آتو) فعالیت می‌کند و محصولات خود را به کشورهای مختلف خاورمیانه عرضه می‌نماید.